# Sarnadas de Ródão
Sarnadas de Ródão ist eine Gemeinde (Freguesia) im portugiesischen Kreis Vila Velha de Ródão. In ihr leben 592 Einwohner (Stand 19. April 2021).